# 普羅斯佩克特鎮區 (巴特勒縣)
普羅斯佩克特鎮區（英語：Prospect Township）為位在美國堪薩斯州巴特勒縣的鎮區。2010年美国人口普查中該鎮區人口有2,429人。

## 歷史
普羅斯佩克特鎮區於1872年設立。

## 地理
普羅斯佩克特鎮區涵蓋面積218.54平方（84.38平方英里），境內無城鎮設立。

### 墓園
根據美國地質調查局的資料，此鎮區擁有4座墓園：
- 伊科諾米墓園（Economy Cemetery）
- 福斯特墓園（Foster Cemetery）
- 龐蒂亞克墓園（Pontiac Cemetery）
- 謝爾曼墓園（Sherman Cemetery）

### 溪流
通過此鎮區的溪流有：
| - 比米斯溪（Bemis Creek） - 伯德溪（Bird Creek） - 哈里森溪（Harrison Creek） - 下分支（Lower Branch） | - Satchel溪 - 謝迪溪（Shady Creek） - 上分支（Upper Branch） |

### 機場
- Patty Field

## 人口統計
根據2010年美國人口普查，普羅斯佩克特鎮區人口有2,429人，人口密度為11.06人/平方公里。種族方面，78.88%為白人；19.02%為非裔美洲人；1.28%為美洲原住民；0.25%為亞洲人；0%為太平洋島民；0.12%為其他種族；另外有0.45%為兩個或以上的種族。而西班牙裔美國人或拉丁美洲人佔該鎮區人口的7.37%。

## 外部連結
- City-Data.com （页面存档备份，存于）